# 飛鳥峯英
飛鳥 峯英（あすか みねひで、1966年3月28日-　）は、日本の和太鼓奏者。日本舞踊家。作曲家。倭太鼓飛龍主宰。
日本舞踊飛鳥流名取「飛鳥峯英」の名で古典芸能を継承。独自の創作舞踊・創作和太鼓による表現法で、日本舞踊家・和太鼓奏者として活躍。

## 来歴
大阪府柏原市生まれ。若い頃は数々のやんちゃを繰り広げるも、日本舞踊という伝統に出会い、波乱に満ちた自らの人生を一変。
日本舞踊飛鳥流宗家の「飛鳥 峯王」に師事し、名取として日本舞踊・和太鼓といった古典芸能を継承する。
1998年に「倭太鼓飛龍」を結成し、主宰として故郷である柏原市を拠点に、「和」の持つ美しさや伝統・格式を残しつつ、新しさを追求するという和太鼓の持つ表現の可能性に挑戦し続けている。
倭太鼓飛龍としての国内外での数々の演奏活動の傍ら和太鼓の指導にも携わり、和太鼓人口の拡充と共に、それを通じての青少年の健全育成に努めている。
近年は、三上康雄監督・脚本の時代劇『蠢動 -しゅんどう-』の映画音楽の作曲・演出、また自らの半生や、「和太鼓」を始めとする伝統楽器の未来をテーマとしたトークショーやラジオなどでも活動中。